# Tritordeum
Tritordeum (× Tritordeum Ascherson et Graebneris) is een amfidiploïde hexaploïde (2n=6×=42) graansoort, die uit een kruising van Hordeum chilense × Triticum durum (harde tarwe, 2n + 2n = 28) is verkregen met behulp van de conventionele plantenveredeling. De uiteindelijke hybride is ontstaan na verdubbeling van het aantal chromosomen van de oorspronkelijke soorthybride met behulp van colchicine. Het genoom bestaat uit AABBHchHch. De naam is afgeleid van Triticum durum en Hordeum chilense. Hordeum chilense komt van nature voor in Chili en Argentinië en is een diploïde (2n = 14) gerstsoort, die gemakkelijk kruist met ander soorten uit de geslachtengroep Triticeae.

## Geschiedenis
Eerdere kruisingen van tarwe met gerst mislukten. In 1977 werd gebruik gemaakt van een wilde gerst in plaats van de gedomesticeerde gerst, waarbij de soortskruising wel lukte en een stabiele hybride werd verkregen. De eerste kruisingen werden in de jaren 1970 uitgevoerd door het Spaanse CSIC („Consejo Superior de Investigaciones Científicas“) in de provincie Córdoba. Tritordeum wordt door „Agrasys“, een Spin-off van CSIC, en onder de geregistreerde merknaam "Tritordeum®" in de handel gebracht. Door verdere kruisingen en selectie zijn uiteindelijk twee rassen verkregen. In 2013 verkreeg het ras Aucan Europees kwekersrecht, gevolgd in 2015 door het ras Bulel.

## Samenstelling
Tritordeum bevat minder gluten dan gewone tarwe, maar is toch niet geschikt als voedsel voor coeliakiepatiënten. Tritordeum heeft een goede verteerbaarheid, doordat het procentueel minder moeilijk verteerbare eiwitten bevat dan gewone tarwe. Tritordeum bevat tienmaal meer luteïne dan gewone tarwe, wat een goudgele kleur aan de graankorrel en het meel geeft. Tritordeummeel bevat meer vezels en oliezuur dan gewoon tarwemeel.

## Gebruik
- Volkorenmeel en bloem voor brood en gebak
- Geschroot: bier
- Griesmeel: deegwaren
- Ontbijtgraan: muesli

## Teelt
In 2014 werd tritordeum voor het eerst commercieel geteeld in Spanje en Italië. In Europa wordt ongeveer 1.300 ha tritordeum geteeld met teelten in Spanje, Zuid-Portugal, Italië, Frankrijk en Turkije.. In 2017 werd 280 ha in Frankrijk en 316 ha in Spanje geteeld. Tritordeum groeit vooral goed onder droge en warme omstandigheden, die echter in Nederland niet of weinig voorkomen. De graanopbrengsten variëren gemiddeld tussen de 2 en 2,3 ton per hectare. Opbrengsten van 4 en 5 ton kunnen echter voorkomen. Tritordeum is in 2020 succesvol geoogst in Limburg door de Kollenberger Spelt telers.

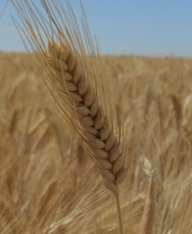
Tritordeumaar
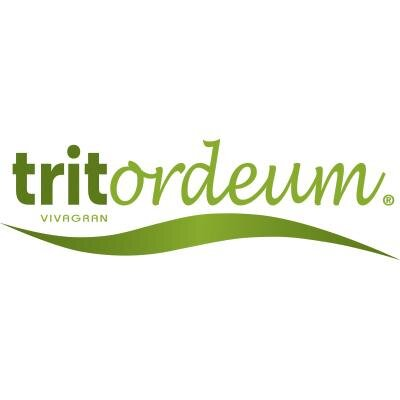
Logo geregistreerde merknaam
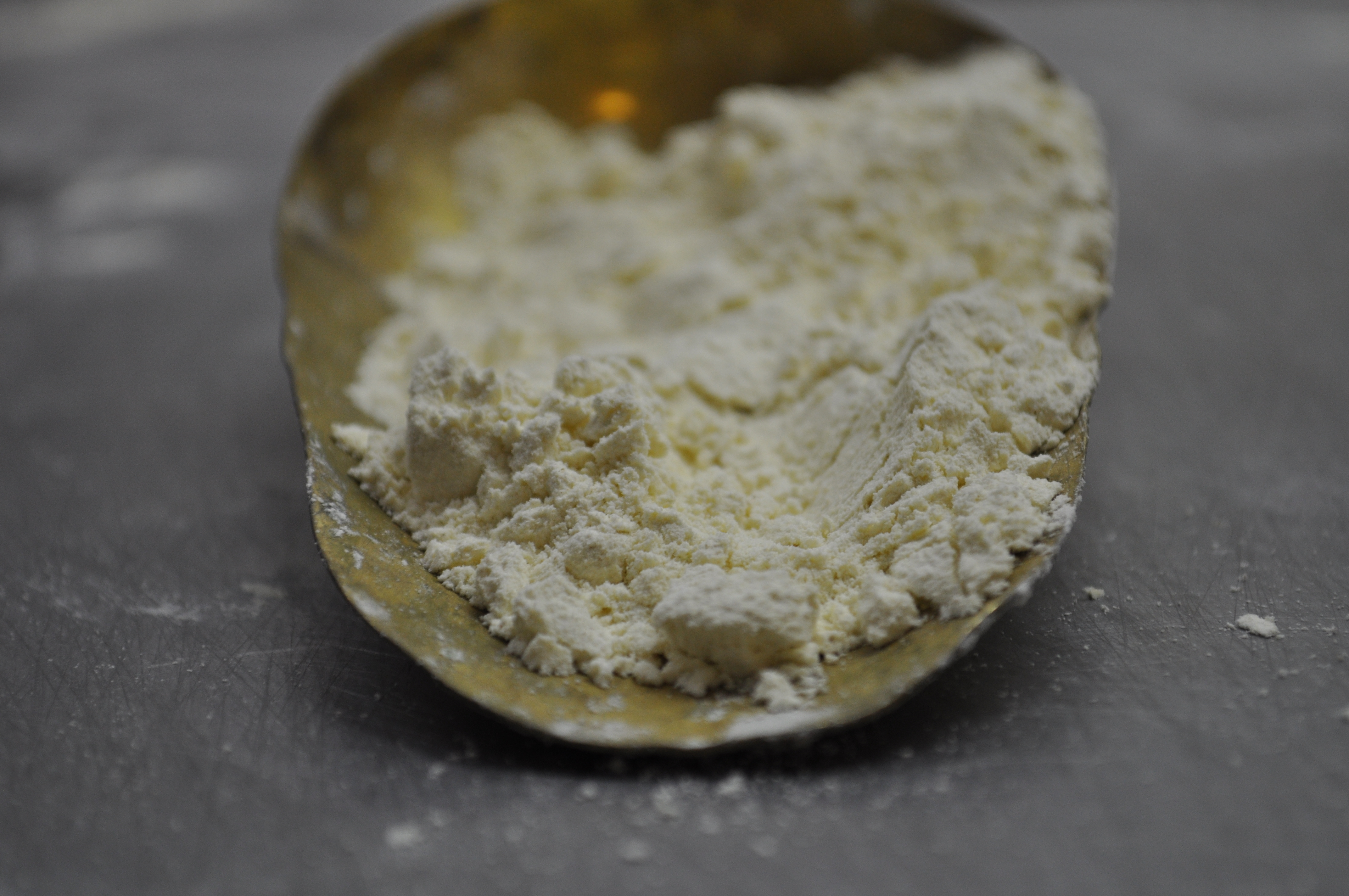
Meel
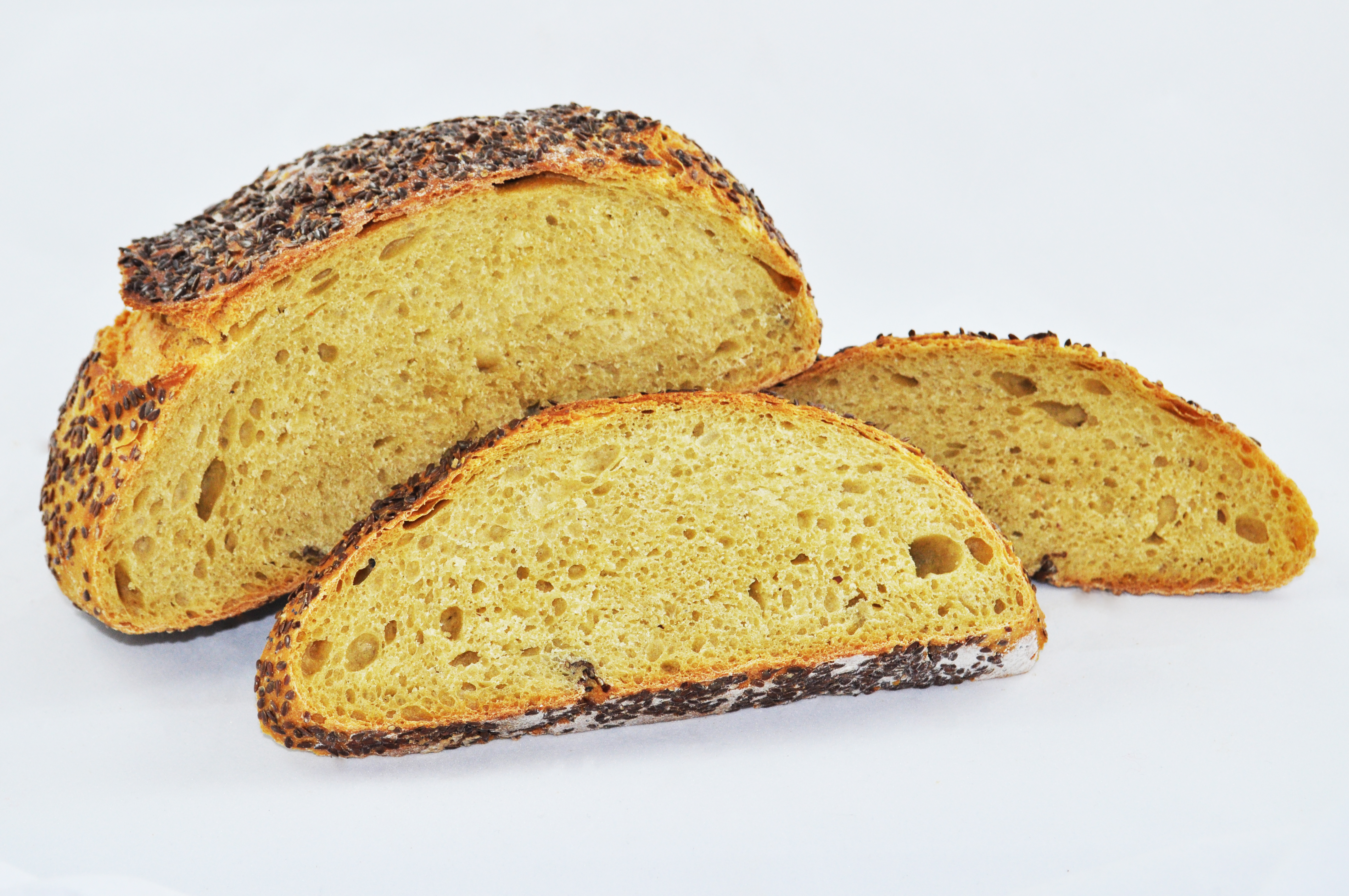
Brood van Tritordeummeel
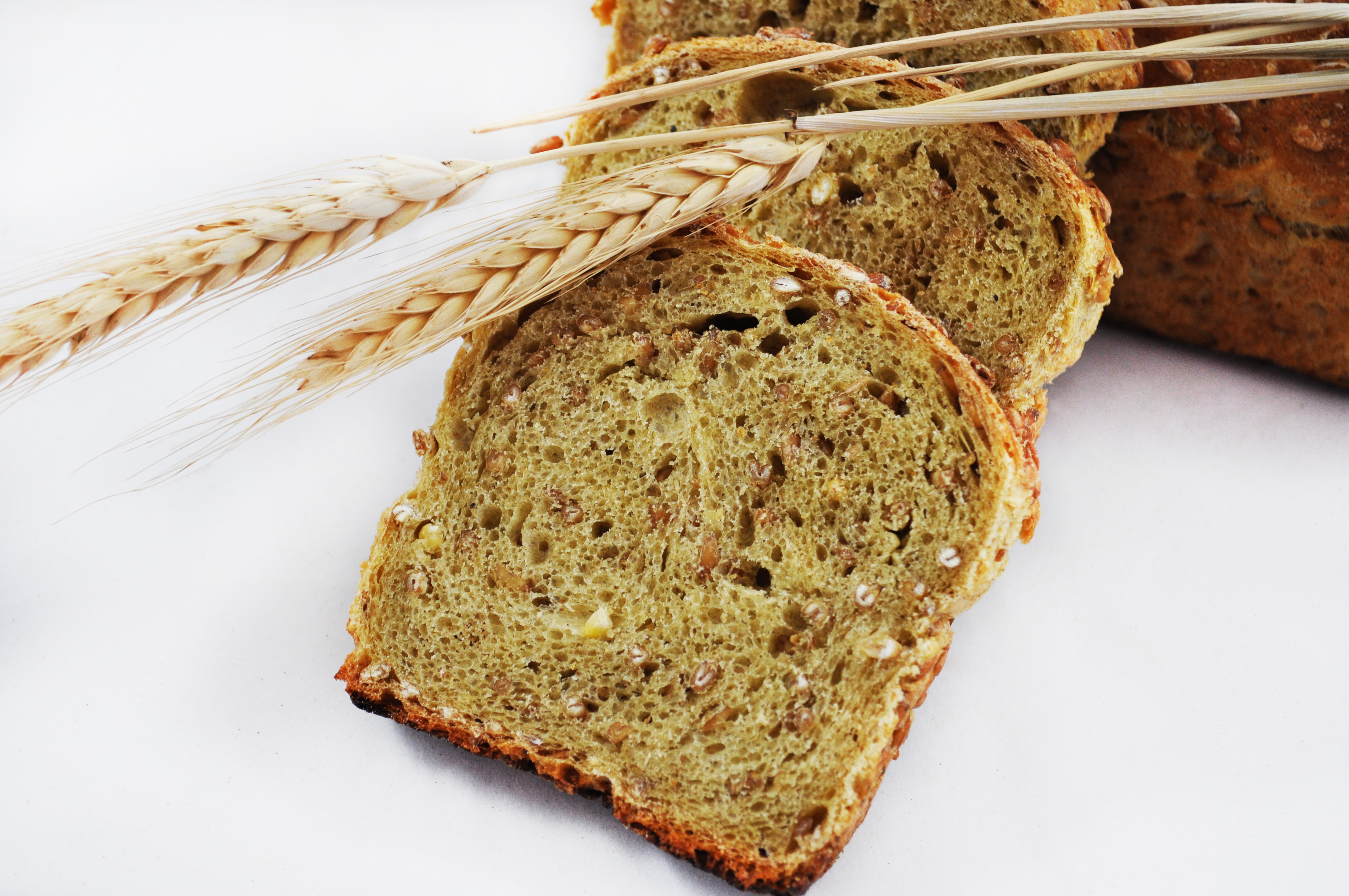
Tritordeumaren en -brood